# Jac. Nolle
Jakobus Nolle, bijnaam Ko (Amsterdam, 21 februari 1914 - Groningen, 22 januari  1988) was een Nederlandse bokser. Hij werd in 1943 landskampioen zwaargewicht.
Nolle werd in 1937 beroepsbokser na een overwinning op Ab van Bemmel. Hij trad tijdens de oorlog geregeld in Berlijn in de ring en werd daarom na de oorlog door een daartoe aangestelde commissie "gezuiverd". Omdat men de apolitieke beroepsatleet niets kon verwijten, bleef Nolle tot 1949 boksen.

Na zijn afscheid kocht hij in de Gelkingestraat in Groningen café De Pijp. De kunstzinnige Jac. Nolle had slechts een jaar de ULO mogen volgen en had zich door zelfstudie verder ontwikkeld. Hij was dan ook gesteld op zijn academisch gevormde klanten en studenten, die zich aan de bar mengden met de in de Gelkingestraat frequent aanwezige onderwereldfiguren.